# Philipp von Cobenzl
Johann Philipp von Cobenzl, född 28 maj 1741, död 30 augusti 1810, var en österrikisk greve och politiker. Han var kusin till Ludwig von Cobenzl.
Cobenzl slöt freden i Teschen och blev 1792 utrikesminister. Han försökte i sin roll som utrikesminister byta Österrikiska Nederländerna mot Bayern men misslyckades liksom i sin polska politik, och avsattes 1793. Han blev därefter kansler över de italienska provinserna. Åren 1801–1805 var han ambassadör i Paris.